# My Summer of Love
My Summer of Love (bra: Meu Amor de Verão; prt: Amor de Verão) é um filme britânico de 2004, do gênero drama romântico, dirigido e roteirizado por Paweł Pawlikowski baseado no romance homônimo de Helen Cross.

## Sinopse
Em Yorkshire, Mona, uma garota trabalhadora que se interessa por atividades masculinas, conhece a exótica e mimada Tasmin. Na chegada do verão, as duas jovens descobrem que têm muito mais a aprender e explorar juntas.